# 蝶羽毛蕨
蝶羽毛蕨（学名：Cyclosorus papilionaceus），为金星蕨科毛蕨属下的一个植物种。